# Els Sots (Sant Martí de Centelles)
Els Sots és un sot, o vall estreta i feréstega, a cavall dels termes municipals de Sant Martí de Centelles, a la comarca d'Osona, i de Sant Quirze Safaja, a la del Moianès.
És en el sector sud-oriental del terme, a migdia de la Trona. Es tracta de l'estreta vall oberta pel torrent de la Font del Boix en davallar des dels Cingles de Bertí cap al sud-est.